# 미겔 브리토스
미겔 브리토스(스페인어: Miguel Britos, 1985년 7월 17일 ~ )는 우루과이의 축구 선수이다. 현재 무소속이다.

## 수상 경력

### 후벤투드
- 토르네오 디 비아레조: 2006

### 나폴리
- 코파 이탈리아: 2011–2012